# Gruppenwache Kahlenbergerdorf

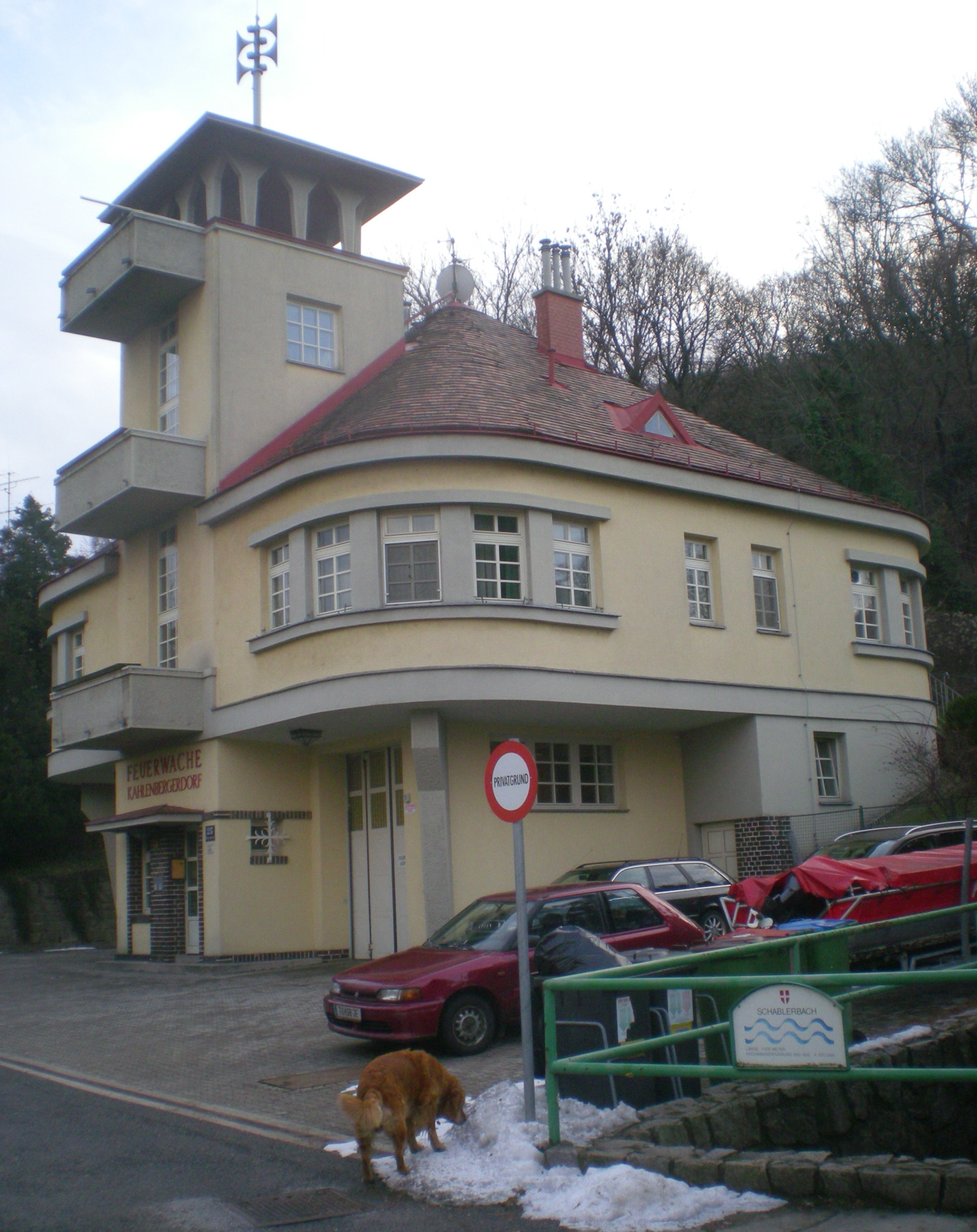
Gruppenwache Kahlenbergerdorf

Die Gruppenwache Kahlenbergerdorf ist ein unter Denkmalschutz (Listeneintrag) stehendes Gebäude der Wiener Berufsfeuerwehr im Kahlenbergerdorf im 19. Wiener Gemeindebezirk Döbling.

## Gebäude
Das Gebäude der Gruppenwache Kahlenbergerdorf in der Wigandgasse wurde 1929 nach den Plänen der Architekten Konstantin Peller und Josef Bittner errichtet. Die offizielle Eröffnung erfolgte am 30. Mai 1930 durch den Stadtrat Julius Linder. Zugleich mit der Inbetriebnahme der Wache erfolgte die Umwandlung in eine Berufsfeuerwehr.
1958 wurde das im expressionistischen Stil der 1920er Jahre errichtete Gebäude, welches während des Zweiten Weltkriegs kaum beschädigt wurde, einer Instandsetzung unterzogen. 1980 baute man die Gruppenwache wegen ihrer Nähe zur Donau zu einer Wasserwache aus – das Arbeitsboot und die Motorzille sind im Kuchelauer Hafen stationiert – und 1988 folgte eine Generalsanierung, bei der unter anderem das Mauerwerk trockengelegt und das Dachgeschoß ausgebaut wurde.
Da zum Einsatzgebiet der Gruppenwache auch der Wienerwald gehörte, wurde hier 1932 ein Halbkettenfahrzeug Citroën C6 Kégresse und 1936 ein weiteres geländegängiges Löschfahrzeug von Austro-Daimler stationiert. Bis zur anderweitigen Verwendung bot die Gruppenwache Kahlenbergerdorf Platz für einen Mannschaftsstand von sechs Personen, ein Bergelöschfahrzeug und ein Geländetanklöschfahrzeug.
Im Jahr 2013 wurde das Gebäude gegen eine jährliche Pacht in Höhe von einem Euro an den Verein der Freunde des Kahlenbergerdorfs übergeben. Gleichzeitig dient das Gebäude nicht mehr als Feuerwache, sondern als Wohnhaus. Es wird nunmehr von der WISEG (Wiener Substanzerhaltungsgesellschaft) betreut, siehe Liste der von der WISEG betreuten Objekte.